# Jagannath Doddamani
Jagannath S. Doddamani  es un diplomático indio jubilado.
- En 1979 fue Alto Comisionado en Kingston (Jamaica) y asignado como embajador en Saná (Yemen del Norte).
- De 1980 a 1984 fue embajador en Doha (Catar).
- De 1984 al 22 de abril de 1989 fue Comisionado del gobierno de la India en Hong Kong.
- Del 22 de abril de 1987 al 3 de octubre de 1989 fue el último embajador en Berlín Este.
- Del 21 de agosto de 1991 al 7 de septiembre de 1994 fue embajador en Varsovia con coacreditación como primer embajador en Vilna (Lituania).[1]
- Del 17 de agosto de 1994 a 1997 fue Alto Comisionado en Puerto España (Trinidad y Tobago).[2]